# Bräcke (plaats)
Bräcke is de hoofdplaats van de gemeente Bräcke in het landschap Jämtland en de provincie Jämtlands län in Zweden. De plaats heeft 1.559 inwoners (2017) en een oppervlakte van 202 hectare. De plaats ligt aan het meer Revundssjön.

## Verkeer en vervoer
Door de plaats lopen de Europese weg 14, ook loopt er een spoorweg door de plaats en is er een treinstation. De dichtstbijzijnde redelijk grote stad is Östersund, dat ongeveer 70 kilometer ten noorden van Bräcke ligt. Verder loopt hier de Länsväg 323.

## Geboren
- Gunder Hägg (1918-2004), atleet en meervoudig wereldrecordhouder

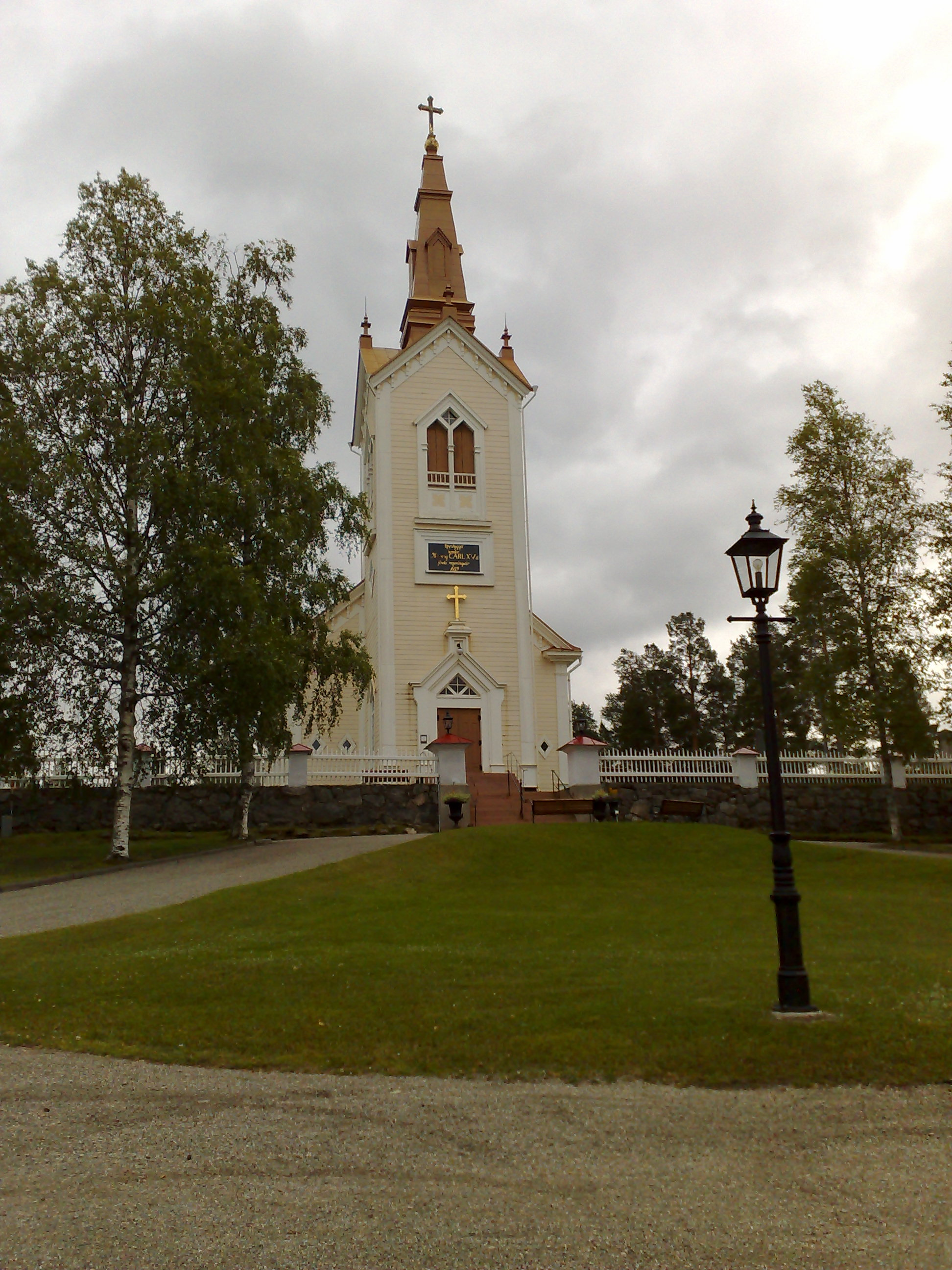
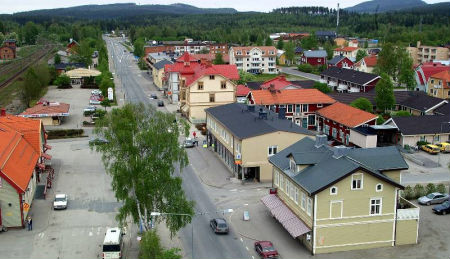
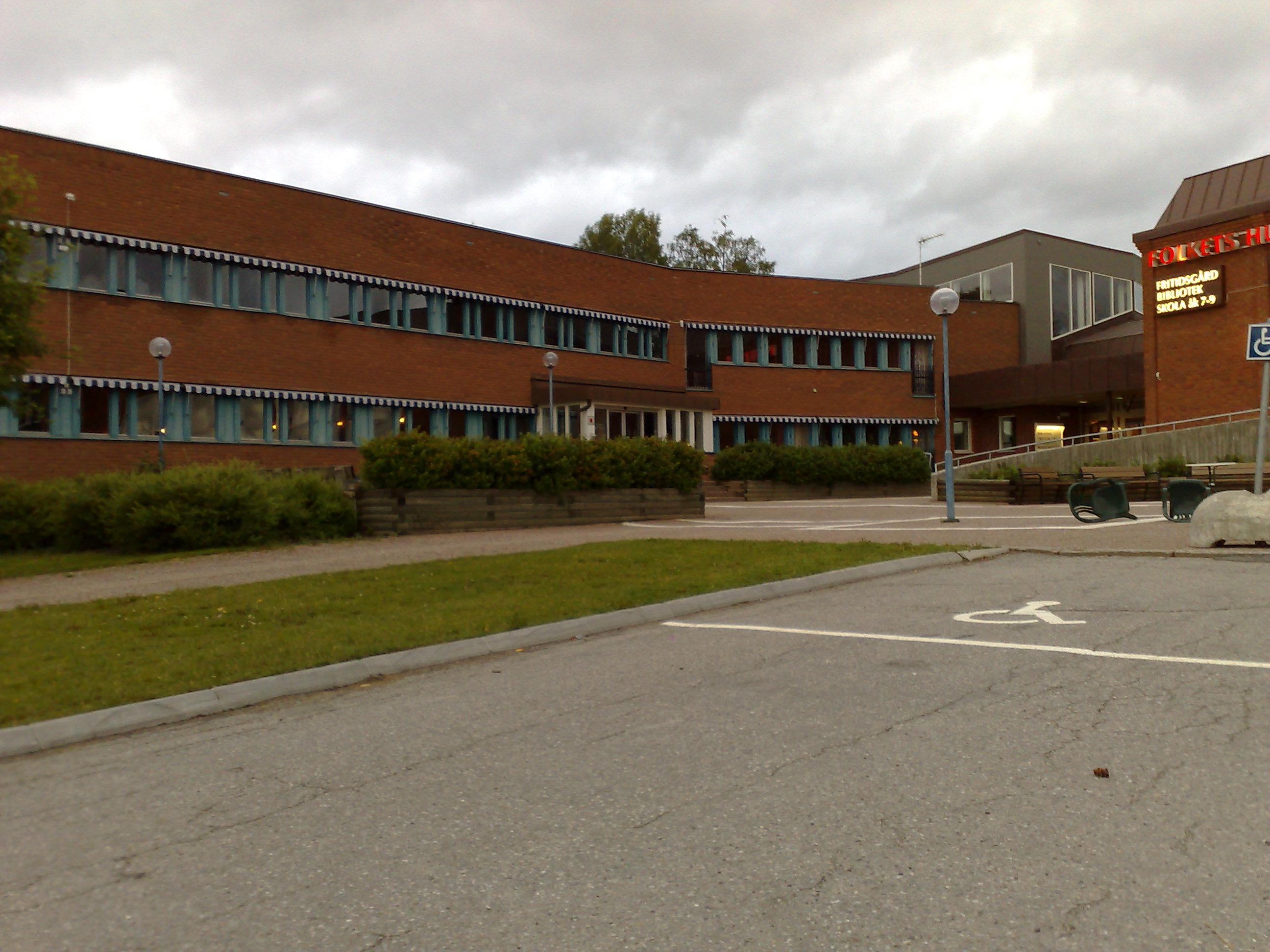
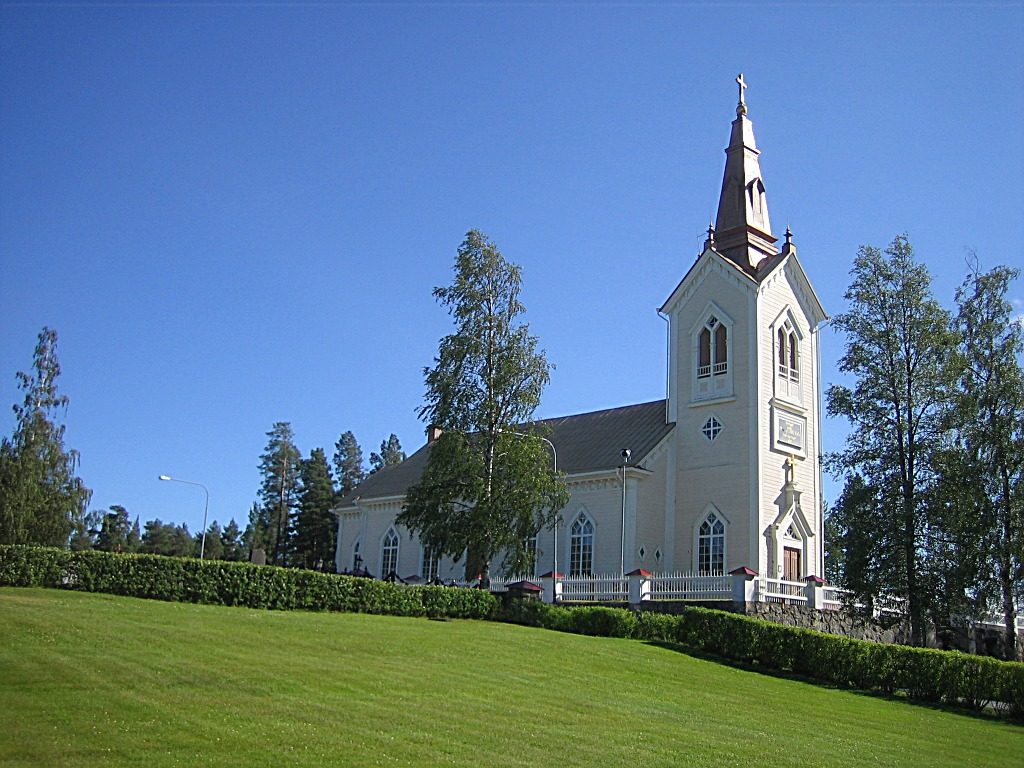